# Nosodendron celebense
Nosodendron celebense är en skalbaggsart som beskrevs av Champion 1923. Nosodendron celebense ingår i släktet Nosodendron och familjen almsavbaggar. Inga underarter finns listade i Catalogue of Life.